# Dolichopus atritibialis
Dolichopus atritibialis är en tvåvingeart som beskrevs av Zetterstedt 1859. Dolichopus atritibialis ingår i släktet Dolichopus och familjen styltflugor. Arten är reproducerande i Sverige. Inga underarter finns listade i Catalogue of Life.